# Jean-Jacques Kieffer
Jean-Jacques Kieffer (Guinkirchen, 1857 - Bitche, 1925) was een Frans natuuronderzoeker en entomoloog.
Kieffer werd opgeleid als priester en studeerde natuurwetenschappen in Bitche, Lotharingen en werkte tijdens zijn studie ook aan de beschrijving en classificatie van insecten. Zijn werk en publicaties werden later een belangrijke bron voor andere entomologen bij de beschrijving en classificatie van insecten, in het bijzonder met betrekking tot de parasitaire wespen (Apocrita) en knutten (Ceratopogonidae). Kieffer was gespecialiseerd in de studie van de parasitaire insecten. 
Kieffer ontving een eredoctoraat van de universiteit van Straatsburg in 1904.

## publicaties
- Monographie des Cécidomyides d’Europe et d’Algérie. Annales de la Société entomologique de France 69: 181-472, pl. 15-44. 1900
- Synopsis des Zoocécidies d’Europe. Annales de la Société entomologique de France 70: 233-579. 1901
- Beschreibung neuer Proctotrypiden und Evaniiden. Arkiv for Zoologi 1: 525-562. 1904
- Hymenoptera. Fam. Scelionidae. Addenda et corrigenda. Genera Insectorum 80: 61-112. 1910
- Hymenoptera, Proctotrupoidea. Transactions of the Linnean Society of London, Zoology 15: 45-80. 1912
- Proctotrupidae, Cynipidae et Evaniidae. Voyage de Ch. Alluaud et R. Jeannel en Afrique Orientale (1911–1912). Résultats scientifiques. Hyménoptères 1: 1-35. 1913
- Proctotrypidae (3e partie). Pages 305-448 in André, E. Species des Hyménoptères d'Europe et d'Algérie. Vol. 11. 1914
- Neue Scelioniden aus den Philippinen-Inseln. Brotéria 14: 58-187. 1916
- Diapriidae. Das Tierreich. Vol. 44. Walter de Gruyter & Co., Berlin. 1916 627 pp.
- Scelionidae. Das Tierreich. Vol. 48. Walter de Gruyter & Co., Berlin. 1926 885pp.

- Bibliothèque nationale de France: cb12290965q (data)
- Author citation (botany): Kieff.
- Stuttgart Database of Scientific Illustrators 1450–1950: 8136
- Gemeinsame Normdatei: 117513504
- International Standard Name Identifier: 0000 0000 8387 3608
- Library of Congress Control Number: n86135490
- Nationale Bibliotheek van Israël: 987007271414405171
- Nederlandse Thesaurus van Auteursnamen: 138926190
- Système universitaire de documentation: 073274674
- Museum of New Zealand Te Papa Tongarewa: 51704
- Virtual International Authority File: 61609949
- WorldCat: E39PBJtCyDcbxXgtbqgv6HVQv3